# Jimi Blue Ochsenknecht

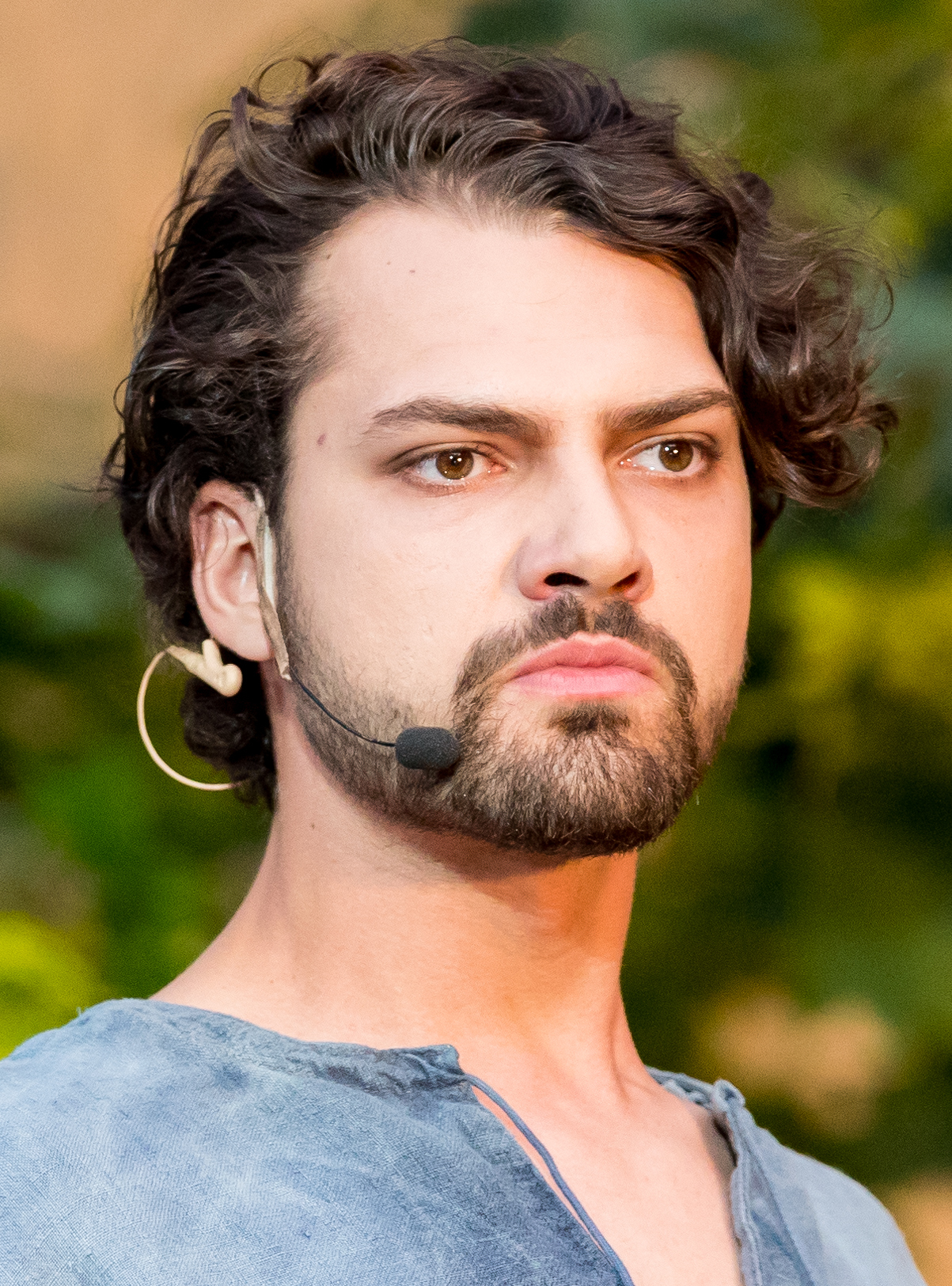
Jimi Blue Ochsenknecht (2018)

Jimi Blue Ochsenknecht (* 27. Dezember 1991 in München) ist ein deutscher Schauspieler, Reality-TV-Teilnehmer und Musiker.

## Leben
Ochsenknecht wurde 1991 als Sohn von Natascha und Uwe Ochsenknecht geboren. Er hat drei Geschwister: den Schauspieler Wilson Gonzalez Ochsenknecht, die Schwester Cheyenne Savannah Ochsenknecht sowie den Halbbruder Rocco Stark, der aus einer früheren Beziehung seines Vaters stammt. Sein erster Vorname ist vom Gitarristen Jimi Hendrix abgeleitet. Seinen zweiten Vornamen „Blue“ erhielt Ochsenknecht nach eigenen Angaben im Krankenhaus bei der Geburt, nachdem er blau angelaufen war, weil sich die Nabelschnur mehrfach um seinen Hals gewickelt hatte. Im Juli 2007 erwarb er den qualifizierenden Hauptschulabschluss. Er lebt heute in München.
Im August 2020 machte er seine Beziehung zu der einstigen Bachelor-Kandidatin Yeliz Koç öffentlich. Die gemeinsame Tochter wurde im Oktober 2021 geboren. Kurz davor trennte sich das Paar.

## Karriere

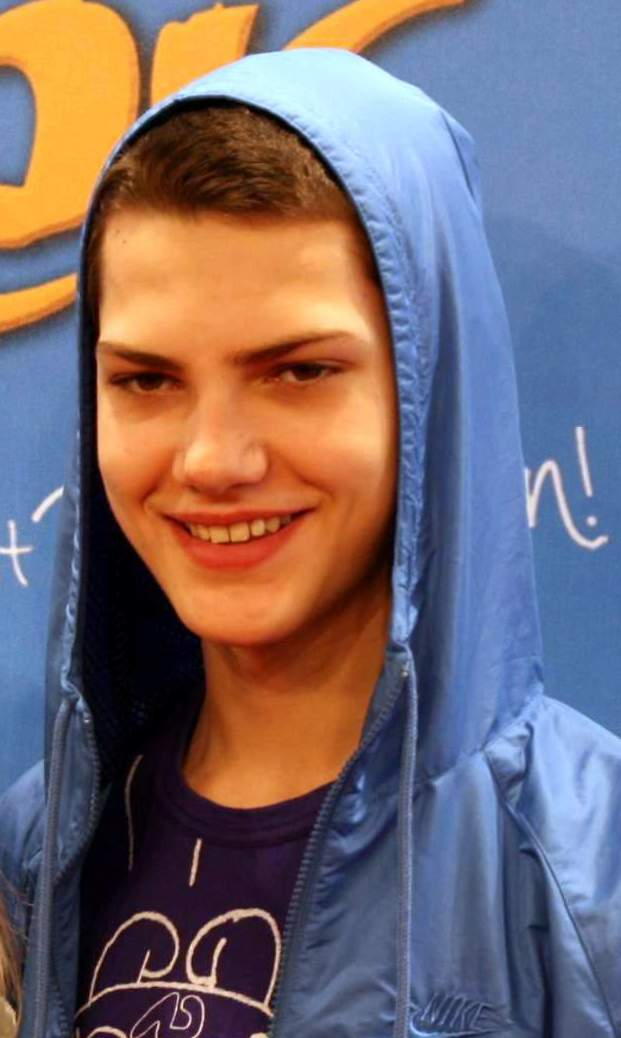
Jimi Blue Ochsenknecht (2008)

Sein Filmdebüt gab Jimi Blue Ochsenknecht 1999 in dem preisgekrönten Film Erleuchtung garantiert, in dem er mit seinem Bruder und seinem Vater vor der Kamera stand. Der Durchbruch als Kinderstars gelang beiden Brüdern kurz danach mit der Kinderbuchadaption Die Wilden Kerle, gefolgt von vier Fortsetzungen. Für den ersten Teil der Serie erhielten Jimi Blue und sein Bruder Wilson 2004 den Undine Award als beste Filmdebütanten. 2008 spielte er im Coming-of-Age-Film Sommer an der Seite von Sonja Gerhardt einen Großstadtjungen, der sich nach seinem Umzug an die See in seiner neuen Umgebung behaupten und u. a. für seine erste große Liebe Courage beweisen muss. 2010 schlüpfte Ochsenknecht im Musikfilm Homies in die Rolle des Adnan Köses, eines eigensinnigen Rappers aus wohlhabendem Haus. Am 16. November 2007 trat er erstmals als Sänger bei The Dome 44 in Graz auf. Zwei Wochen zuvor hatte er bei Universal das Album Mission Blue veröffentlicht, für das er eine Goldene Schallplatte erhielt. Seine Lieder wurden von den Produzenten Rob Tyger, Kay Denar, Marc Mozart, Michael Cretu und Felix Gauder geschrieben. Ochsenknecht selbst bezeichnet die Stilrichtung als Mischung aus Hip-Hop, Pop, Dance und R’n’B. Als Vorbilder nannte er Pharrell Williams und Justin Timberlake.
Seit 2010 hatte er mit Network Praktikanten – Jimi und Mitja machen den Jobcheck eine eigene Show bei Cartoon Network, für die er 2014 mit dem „MIRA Award“ und dem „Weißen Elefanten“ ausgezeichnet wurde. 2011 nahm er an den Sat.1-Winterspielen der Stars teil und gewann den Wettbewerb gemeinsam mit Ruth Moschner. 2012 nahm Ochsenknecht an der Abenteuershow Star Race teil. Er gewann mit Nino de Angelo den Wettbewerb und spendete den Gewinn für einen guten Zweck. Im Oktober 2012 nahm er an der TV total Stock Car Crash Challenge von Stefan Raab teil und konnte das Rennen der 1500-cm³-Klasse für sich entscheiden. 2014 war er auch bei der großen Sat.1 Führerscheinshow dabei. Im Januar 2013 gab er bei der Berliner Fashion Week sein Laufsteg-Debüt bei der Show von Michael Michalsky. Im Frühjahr 2017 lief er für Riani und S. Oliver. 2014 stellte er zudem sein eigenes Modelabel „Racks and Rookies“ vor. Seit 2013 war Jimi Blue Ochsenknecht als „DJ Brando“ unterwegs und tourte im September 2014 für MTV und Nicknight durch Deutschland.
Im Juni 2016 erschien die Komödie Seitenwechsel mit Wotan Wilke Möhring und Anna Maria Mühe. Am 9. Juni 2017 erschien seine Single #Schütteln. Erstmals sang und rappte Ochsenknecht dabei auf Deutsch. Im Juli 2018 war Ochsenknecht das erste Mal auf einer Theaterbühne zu sehen. Vor dem Wormser Dom verkörperte er bei den dortigen Nibelungenfestspielen in der Inszenierung von Siegfrieds Erben von Roger Vontobel Siegfrieds Sohn. Ebenfalls 2018 war Ochsenknecht in der 11. Staffel der RTL-Show Let’s Dance zu sehen, musste jedoch verletzungsbedingt ausscheiden. 2019 eröffnete er eine Bar in Berlin. 2020 nahm er an der ersten Staffel der Prominenten-Kochsendung MasterChef Celebrity auf Sky One teil, bei der er den zweiten Platz belegte.
Im November 2020 zog er sich bei der Sendung Showtime of my Life – Stars gegen Krebs des Senders VOX aus, um auf die Dringlichkeit der Krebsvorsorge aufmerksam zu machen. Die Sendung wurde im Februar 2021 ausgestrahlt. Im gleichen Jahr moderierte er zusammen mit Cathy Hummels die Sendung Love Island – Aftersun: Der Talk. Zudem war er auf dem Fernsehsender VOX 2012 zusammen mit seiner Mutter Natascha Ochsenknecht beim Muttertagsspecial von Das perfekte Promi-Dinner, 2014 Kandidat bei Promi Shopping Queen und 2015 in der Kochshow Grill den Henssler.
2022 trat Ochsenknecht in Diese Ochsenknechts auf, einer Doku-Soap über die Familie Ochsenknecht des Pay-TV-Senders Sky One mit sechs Folgen. Eine zweite Staffel folgte 2023. 2024 trat er in der Serie Die Verräter von RTL Television auf.

## Strafverfahren
Am 25. Juni 2025 wurde Ochsenknecht am Flughafen Hamburg festgenommen: Ihm wird schwerer Betrug vorgeworfen. Er hatte eine österreichische Hotelrechnung aus dem Jahr 2021 in Höhe von rund 14.000 € trotz mehrerer Mahnungen und Gerichtsverfahren nicht bezahlt. Eine Flucht- und Tatbegehungsgefahr sei der Grund für den Europäischen Haftbefehl der Staatsanwaltschaft Innsbruck zufolge: Ochsenknecht habe ihr gegenüber eine Adresse in Italien angegeben, unter der er weder gemeldet war noch angetroffen werden konnte. Ochsenknecht wurde am 16. Juli 2025 per Gefangenentransport nach Österreich überstellt und in die Justizanstalt Innsbruck eingeliefert; die Rechnung für die mehrtägige Geburtstagsfeier wurde zuvor durch seine frühere Partnerin Yeliz Koç bezahlt. Tags darauf wurde zunächst eine Untersuchungshaft verhängt, daraufhin die festgesetzte Kaution von 15.000 Euro von seiner Schwester und seinem Ex-Manager bezahlt und Ochsenknecht gegen Auflagen aus der Haft entlassen. Die Auflagen verpflichten ihn, bis zum Abschluss des Verfahrens in Österreich zu bleiben und seinen Reisepass bei Gericht zu hinterlegen. Der Prozesstermin im Eilverfahren wurde auf den 22. August 2025 angesetzt.
Dem Spiegel zufolge laufen gegen Ochsenknecht weitere Ermittlungen, u. a. der Staatsanwaltschaft Hannover wegen des Vorwurfs, auf Social Media für zwei in Deutschland nicht lizenzierte Glücksspielanbieter geworben zu haben.

## Filmografie
- 1999: Erleuchtung garantiert
- 2003: Die Wilden Kerle
- 2005: Auf den Spuren der Vergangenheit (Fernsehfilm)
- 2005: Die Wilden Kerle 2
- 2006: Die Wilden Kerle 3
- 2007: Die Wilden Kerle 4
- 2008: Die Wilden Kerle 5
- 2008: Sommer
- 2009: Gangs
- 2010: Homies
- 2012: Der Kriminalist (Fernsehserie, Folge Schamlos)
- 2012: Kleine Morde
- 2012: Notruf Hafenkante (Fernsehserie, Folge Wutbürger)
- 2014: Die Familiendetektivin (Fernsehserie, Folge Der verlorene Sohn)
- 2016: Die Wilden Kerle 6 – Die Legende lebt
- 2016: Unter anderen Umständen: Das Versprechen (Fernsehfilm)
- 2016: Der Alte (Fernsehserie, Folge Machtgefühle)
- 2016: Seitenwechsel
- 2016–2017: Berlyn (Fernsehserie)

## Fernsehauftritte
- 2008: Wetten, dass..?
- 2012: Das perfekte Promi-Dinner (VOX, Gastauftritt)
- 2012: TV total Stock Car Crash Challenge (ProSieben, Gastauftritt)
- 2012: Star Race
- 2015: Grill den Henssler (VOX, Gastauftritt)
- 2018: Let’s Dance (RTL, Kandidat)
- 2020: Beauty & The Nerd (ProSieben, Gastauftritt)
- 2020: MasterChef Celebrity (Sky One)
- 2020: Love Island – Aftersun: Der Talk (RTL II, Moderation)
- 2021: Showtime of my Life – Stars gegen Krebs (VOX, Gastauftritt)
- 2021: 5 gegen Jauch (RTL, Gastauftritt)
- 2022–2023: Diese Ochsenknechts (Sky One, Doku-Soap)
- 2024: Die Passion (RTL, in der Rolle des Judas)
- 2024: Die Verräter – Vertraue Niemandem! (RTL, Kandidat)
- 2025: Are You the One? Realitystars in Love (RTL+, Kandidat)
- 2025: Villa der Versuchung – Alles hat seinen Preis (Sat.1, Kandidat)

## Auszeichnungen
- 2004: Undine Award – Bester Filmdebütant für Die Wilden Kerle – Alles ist gut, solange du wild bist!
- 2005: Bravo Otto in Bronze – Kategorie Kinostars männlich
- 2006: Bravo Otto in Silber – Kategorie Beliebtester Schauspieler
- 2007: Bravo Otto in Gold – Kategorie Sänger und Bronze – Kategorie Schauspieler
- 2007: Jetix Award Coolster TV-Star
- 2008: Steiger Award 2008 Nachwuchs
- 2008: New Faces Award
- 2009: DIVA AWARD – New Talent Of The Year 2008
- 2014: MIRA Award für Beste lokale Eigenproduktion (für die TV-Sendung Die Cartoon Network Praktikanten – Jimi und Mitja machen den Jobcheck)
- 2014: Der weiße Elefant (Kinder-Medien-Preis) für „Herausragende Moderation einer TV-Wissenssendung“ (für die TV-Sendung Die Cartoon Network Praktikanten – Jimi und Mitja machen den Jobcheck; zusammen mit Mitja Lafere)

## Diskografie

### Studioalben
| Jahr | Titel          | Höchstplatzierung, Gesamtwochen, AuszeichnungChartplatzierungen (Jahr, Titel, Platzierungen, Wochen, Auszeichnungen, Anmerkungen) | Höchstplatzierung, Gesamtwochen, AuszeichnungChartplatzierungen (Jahr, Titel, Platzierungen, Wochen, Auszeichnungen, Anmerkungen) | Höchstplatzierung, Gesamtwochen, AuszeichnungChartplatzierungen (Jahr, Titel, Platzierungen, Wochen, Auszeichnungen, Anmerkungen) | Anmerkungen                                                |
| Jahr | Titel          | DE | AT | CH | Anmerkungen                                                |
| ---- | -------------- | --- | --- | --- | ---------------------------------------------------------- |
| 2007 | Mission Blue   | DE16 Gold · (34 Wo.)DE | AT14 Gold · (13 Wo.)AT | CH57 (7 Wo.)CH | Erstveröffentlichung: 2. November 2007 Verkäufe: + 110.000 |
| 2008 | Sick Like That | DE29 (6 Wo.)DE | AT29 (3 Wo.)AT | CH52 (2 Wo.)CH | Erstveröffentlichung: 31. Oktober 2008                     |

### Singles
| Jahr | Titel Album                        | Höchstplatzierung, Gesamtwochen, AuszeichnungChartplatzierungen (Jahr, Titel, Album, Platzierungen, Wochen, Auszeichnungen, Anmerkungen) | Höchstplatzierung, Gesamtwochen, AuszeichnungChartplatzierungen (Jahr, Titel, Album, Platzierungen, Wochen, Auszeichnungen, Anmerkungen) | Höchstplatzierung, Gesamtwochen, AuszeichnungChartplatzierungen (Jahr, Titel, Album, Platzierungen, Wochen, Auszeichnungen, Anmerkungen) | Anmerkungen                                             |
| Jahr | Titel Album                        | DE | AT | CH | Anmerkungen                                             |
| ---- | ---------------------------------- | --- | --- | --- | ------------------------------------------------------- |
| 2007 | I’m Lovin… (L.R.H.P.) Mission Blue | DE5 (17 Wo.)DE | AT8 (19 Wo.)AT | CH23 (11 Wo.)CH | Erstveröffentlichung: 5. Oktober 2007                   |
| 2008 | All Alone Mission Blue             | DE13 (9 Wo.)DE | AT26 (8 Wo.)AT | — | Erstveröffentlichung: 11. Januar 2008                   |
| 2008 | Hey Jimi Mission Blue              | DE24 (9 Wo.)DE | AT26 (12 Wo.)AT | CH46 (5 Wo.)CH | Erstveröffentlichung: 28. März 2008                     |
| 2008 | The One Sommer (O.S.T.)            | DE54 (6 Wo.)DE | AT74 (2 Wo.)AT | — | Erstveröffentlichung: 18. April 2008 Thom mit Jimi Blue |
| 2008 | Key to the City Sick Like That     | DE13 (9 Wo.)DE | AT24 (8 Wo.)AT | — | Erstveröffentlichung: 20. September 2008                |
| 2008 | Best Damn Life Sick Like That      | DE67 (6 Wo.)DE | — | — | Erstveröffentlichung: 15. November 2008                 |
| 2017 | #schütteln –                       | — | — | — | Erstveröffentlichung: 16. Juni 2017                     |
| 2021 | Nicht allein –                     | — | — | — | Erstveröffentlichung: 21. März 2021 feat. Ambre Vallet  |
| 2023 | Hey Jimi Pt.2 –                    | — | — | — | –                                                       |
| 2023 | Traum –                            | — | — | — | –                                                       |
| 2023 | Flugmodus –                        | — | — | — | –                                                       |

## Buchveröffentlichungen
- Jimi Blue Ochsenknecht: Kochen ist easy: Rezepte aus dem wahren Leben. Callwey, 2018, ISBN 978-3-7667-2374-1.

## Trivia
- Im Jahr 2013 stellte die Hip-Hop-Gruppe K.I.Z ein kritisches Lied über Ochsenknecht vor, das von ihm ironisch auf Twitter geteilt wurde.[31]